# Kanton Bogny-sur-Meuse
Bogny-sur-Meuse is een kanton van het Franse departement Ardennes en maakt deel uit van het arrondissement Charleville-Mézières. Het kanton werd op 22 maart 2015 gevormd uit de gemeenten van het toen opgeheven kanton Monthermé, en de gemeente Joigny-sur-Meuse van het kanton Nouzonville en de gemeenten Les Mazures, Montcornet en Renwez van het kanton Renwez.

## Gemeenten
Het kanton Bogny-sur-Meuse omvat de volgende 12 gemeenten:
- Bogny-sur-Meuse
- Deville
- Haulmé
- Les Hautes-Rivières
- Joigny-sur-Meuse
- Laifour
- Les Mazures
- Montcornet
- Monthermé
- Renwez
- Thilay
- Tournavaux